# Dietrich Bonhoeffer

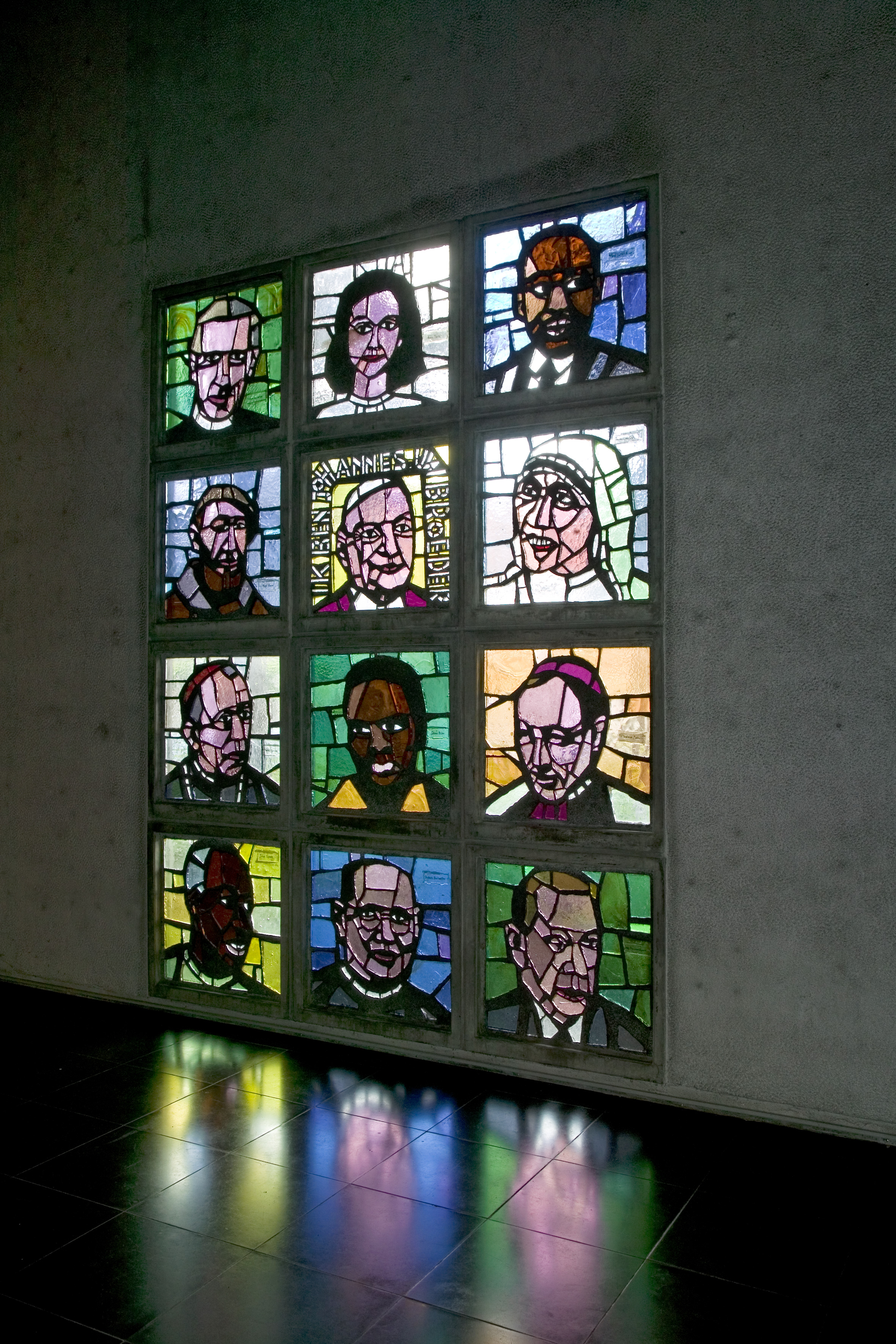
Bonhoeffer (middenonder) als moderne heilige in de Sint-Annakerk (Heerlen)

Dietrich Bonhoeffer (Breslau, 4 februari 1906 - Flossenbürg, 9 april 1945) was een vooraanstaand Duits kerkleider, theoloog, verzetsstrijder tegen het nazisme en schrijver van christelijke boeken.

## Biografie
Bonhoeffer was een luthers predikant en theoloog. Hij studeerde in Berlijn (1924-1927) en in New York (1930). In zijn proefschrift over het thema kerk besloot hij dat de kerk een sanctorum communio moest zijn, een gemeenschap van heiligen. De kerk ìs het lichaam van Christus, het mocht voor Bonhoeffer niet langer gewoon de plaats zijn waar óver Christus werd gesproken. Het werd zijn levenslange roeping om aan die opdracht te voldoen.
Bonhoeffer was als theoloog en predikant verbonden aan de Luthers-Evangelische Oudpruisische Rijkskerk.
Bonhoeffer werkte na zijn studie onder meer als privédocent theologie aan de Friedrich-Wilhelms-Universität te Berlijn, die in 1949 de naam Humboldtuniversiteit kreeg. Van 1933 tot 1935 was Bonhoeffer als predikant werkzaam in Londen.
Bonhoeffers toenmalige kerkelijk leidinggevende, de Duitse politicus, theoloog en bisschop Theodor Heckel (1894-1967), was van 1928 tot 1945 leider van de Deutsche Evangelische Kirche, die van 1933 tot 1945 een opvolger van de Duitse Protestantse Kerkconfederatie was (1922–1933), een confederatie als eerste formele poging om het Duitse protestantisme te verenigen tijdens het tijdperk van de Weimarrepubliek. Heckel was pleitbezorger voor de Ahnenpass (het voorouderpaspoort) en hing de Arische Paragraaf aan. Onder het nazibewind vond Bonhoeffer de weg naar de Bekennende Kirche. Heckel was een uitgesproken tegenstander van de Bekennende Kirche en verklaarde Bonhoeffer in 1936 tot "staatsvijand".
Bonhoeffer nam — als overtuigd monarchist en conservatief — deel aan de samenzwering tegen Adolf Hitler met als doel hem te doden. In 1939 vond Bonhoeffer aansluiting bij een geheime groep van hoge Abwehr-officieren die het naziregime omver wilde werpen en een deelvrede met de westelijke geallieerden wilde sluiten.
Hij werd in april 1943 gearresteerd nadat ontdekt was dat geld om Joden naar Zwitserland te helpen ontsnappen met hem als bemiddelaar verzameld was. Hij stond terecht voor hoogverraad. In de gevangenis schreef hij vele brieven, onder andere aan zijn verloofde Maria von Wedemeyer. Na de mislukte aanslag van 20 juli 1944 kwam zijn betrokkenheid met de groep officieren aan het licht en werd hij ter dood veroordeeld. Tot de voltrekking van het vonnis werd hij in diverse gevangenissen en concentratiekampen ondergebracht, als laatste in Flossenbürg. Het vonnis werd pas op 9 april 1945 voltrokken, minder dan drie weken voordat de stad werd bevrijd. Zijn laatste woorden voordat hij werd opgehangen, waren: “Dit is het einde, voor mij het begin van het leven.”
In augustus 2000 verscheen de film Agent of Grace van Eric Till gespeeld door Ulrich Tukur, gebaseerd op zijn leven.

## Jeugd en vroege leven (1906 - 1923)
Dietrich Bonhoeffer werd in een groot, welgesteld gezin geboren. Hij en zijn tweelingzus Sabine waren het zesde en zevende kind van in totaal acht kinderen. Hun vader, de arts Karl Bonhoeffer (1868-1948) werkte als psychiater en neuroloog. Hun moeder, Paula, was lerares. Zij gaf Dietrich en zijn broertjes en zusjes tijdens hun eerste jaren thuisonderwijs. Zijn moeder was ook verantwoordelijk voor een christelijke opvoeding. Misschien speelde mee dat zij een dochter was van de protestantse theoloog Karl August von Hase (1800-1890).
Zijn eerste levensjaren speelden zich af in de toen Duitse stad Breslau (tegenwoordig het Poolse Wrocław). In 1912 verhuisde het gezin naar Berlijn omdat zijn vader in Berlijn was benoemd tot directeur van de Charité, een ziekenhuis voor zenuwziek(t)en. Ook werkte hij als hoogleraar aan de Friedrich-Wilhelms-Universität in Berlijn (niet te verwarren met de Rheinische Friedrich-Wilhelms-Universität in Bonn). In 1809 opgericht op initiatief van Wilhelm von Humboldt, Johann Gottlieb Fichte en Friedrich Ernst Daniel Schleiermacher als Universität zu Berlin werd vanaf 1828 Friedrich-Wilhelms-Universität de naam. Per februari 1949 luidt deze Humboldtuniversiteit te Berlijn (Humboldt-Universität zu Berlin).
Dietrichs op een na oudste broer Walter sneuvelde in de Eerste Wereldoorlog. Volgens zijn zus Sabine begon Bonhoeffer toen na te denken over het leven en de dood. Hij begon zich te interesseren in religie. Zo las hij artikelen van de theoloog Schleiermacher en brieven van dominee en politicus Friedrich Naumann (1860-1919). Tot verbazing van zijn familie ging Bonhoeffer protestantse theologie studeren met Hebreeuws als keuzevak. In 1923 werd hij op 17-jarige leeftijd aangenomen voor zijn opleiding aan de hogeschool in de wijk Berlin-Grunewald.

## Studie en opleiding (1923 - 1930)
Bonhoeffer begon zijn studie theologie in Tübingen (Baden-Württemberg) aan de Protestantse Faculteit Godgeleerdheid van de Eberhard-Karls-Universiteit. Een jaar later vervolgde hij zijn studie in Berlijn. Daar kreeg hij samen met anderen les van de theoloog Adolf von Harnack. De studenten werden onderwezen in de liberale theologie. Tijdens zijn studie kwam hij in contact met de Zwitserse theoloog Karl Barth, die in Bonn doceerde. Karl Barth is van grote invloed geweest op de verdere theologische ontwikkeling van Bonhoeffer. In 1927 promoveerde Dietrich Bonhoeffer summa cum laude op het proefschrift Sanctorum Communio ("Gemeenschap van de Heiligen"). Ondertussen leidde hij op zondagmorgen de kinderdiensten in het Berlijnse stadsdeel Grunewald.
Op advies van de predikant Max Diestel ging de toen 22-jarige Dietrich Bonhoeffer in 1928 naar Barcelona. Hij werd voor een jaar benoemd als predikant van de Duitse protestantse parochie. In 1929 keerde hij terug naar Berlijn en ging aan de slag als assistent van een hoogleraar aan de Friedrich-Wilhelms-Universiteit. Toen hij 24 jaar oud was schreef hij zijn proefschrift Akt und Sein. In dit proefschrift verzet hij zich tegen de overheersende plaats van filosofie in religie. Na zijn verdediging werd hij in 1930 benoemd als hoogleraar.

## In Amerika
Op 25 jaar was Bonhoeffer afgestudeerd maar eigenlijk te jong om ingewijd te worden. Max Diestel die Bonhoeffer eerder naar Barcelona had gestuurd, adviseerde de Duitse Evangelische Kerk om een uitzondering te maken, maar de kerk ging daar niet in mee. Max Diestel gaf Bonhoeffer het advies om nog meer van de wereld te zien. Daarop vertrok Bonhoeffer naar Amerika. Achteraf bleek dit een heel goed advies. In Amerika maakte hij dingen mee en ontmoette hij mensen die richtinggevend waren voor zijn verdere leven en theologische ontwikkeling. In Amerika heeft hij ook leren autorijden en na drie keer te zijn gezakt haalde hij zijn rijbewijs.
In 1930 startte hij met een postdoctorale studie aan het Union Theological Seminary in New York. Hij studeerde bij de Amerikaanse theoloog Reinhold Niebuhr. Ook studeerde hij voor het eerst samen met zwarte medestudenten. Een van hen was Franklin Fisher. Hij nam Bonhoeffer mee naar de Abyssinian Baptist Church in Harlem. De preken van Adam Clayton Powell Sr. met de klemtoon op sociale rechtvaardigheid raken Bonhoeffer. Hij ziet niet alleen het onrecht maar ook het onvermogen van de kerk om er iets tegen te doen.
Op zondag verzorgde Bonhoeffer de kinderdienst. Ook raakte hij bekend en verknocht aan de negro spirituals. De racistische kant van Amerika bleef ook niet onopgemerkt. Bonhoeffer werkt, spreekt en bezoekt Afro-Amerikanen. Hij vindt het ongelofelijk dat ze gescheiden moeten reizen. Als hij met Fisher uit eten gaat en er geweigerd wordt om hen te bedienen, verlaten ze het restaurant. Ook schrikt Bonhoeffer over de manier waarop medechristenen en zelfs voorgangers over zwarten spreken; hij noemt het ronduit walgelijk. In Amerika ontmoet hij ook de Franse theoloog Jean Lasserre; met hem blijft Bonhoeffer in contact. Over zijn periode in Amerika zegt Bonhoeffer: "Hier kan men echt spreken en horen over zonde en genade en de liefde van God. De Zwarte Christus wordt gepredikt met een hartstochtelijke passie en visie."
Zijn tijd in Amerika zorgt ook voor een persoonlijke verandering. Aan een familielid schrijft hij: “Ik kwam voor het eerst met de Bijbel in aanraking. Het is heel erg dit te moeten zeggen. Ik had al vaak gepreekt, ik had al veel van de kerk gezien, erover gesproken en geschreven – maar ik was nog geen christen geworden; ik was heel wild en ongerijmd mijn eigen heer. Ik weet dat ik destijds uit de zaak van Jezus Christus voordeel heb getrokken voor mijzelf, voor een waanzinnige ijdelheid. Ik bid God dat dit nooit weer zal gebeuren. Ik had ook nog heel weinig gebeden. Ik had het ondanks alle eenzaamheid goed met mijzelf getroffen. De Bijbel heeft mij hieruit bevrijd, in het bijzonder de Bergrede. Sindsdien is alles anders geworden.”

## Weer terug in Duitsland
Bij terugkomst in Duitsland werd hij assistent van de theoloog Wilhelm Lütgert aan de Universiteit van Berlijn. Zijn colleges, die begonnen met gebed, werden goed bezocht. In die tijd gaf hij meerdere lezingen over onderwerpen als: “Het idee van filosofie en protestantse theologie” en “de essentie van de kerk”. In deze tijd maakte Bonhoeffer ook een persoonlijke ontwikkeling door. Hij veranderde van theoloog die zich aangetrokken voelde tot de wetenschappelijke kant van het christendom naar een christen, die vastbesloten was om de boodschap van Jezus (zoals hij deze uit de Evangeliën geopenbaard kreeg) uit te dragen.
Op 15 november 1931 werd Bonhoeffer tot predikant gewijd in de Matthäuskerk in Berlin-Tiergarten. Hij kreeg al snel bekendheid als een goede prediker. Naast zijn werk als predikant richtte hij ook een beweging op voor werkloze jongeren, maar in 1933 werd deze beweging door de nationaalsocialisten verboden als communistisch. Ook was hij geïnteresseerd in samenwerking over de kerkgrenzen heen. Hij werd aangesteld door de World Alliance for Promoting International Friendship through the Churches (een voorloper van de Wereldraad van Kerken) als een van de drie Europese jeugdsecretarissen. Tot 1942 bleef hij dit voor de Duitse vertegenwoordiging.
In de weekenden ging Bonhoeffer vaak naar een jeugdherberg in Brandenburg om te mediteren en te discussiëren met zijn studenten. Speciaal voor dit doel kocht hij in 1932 een hut in Biesenthal aan de rand van Berlijn. De studenten en gelijkgezinden die hier bijeenkwamen werden de 'Bonhoefferkring' genoemd.

## Opkomst van de nazi's
In de zomer van 1931 schreven Bonhoeffer en Franz Hildebrandt een nieuwe catechismus met de titel 'Als je dat denkt, dan heb je dat'. Hierin spraken zij zich uit tegen oorlog en voor gebed om vrede.
Vanaf het begin was Bonhoeffer zeer kritisch tegen het nationaalsocialisme. Twee dagen nadat Hitler als rijkskanselier was aangesteld, hield Bonhoeffer op 1 februari 1933 een radiotoespraak. Hierin waarschuwde hij het Duitse volk om niet terecht te komen in een verafgoding voor de Führer. Hij zou ook een misleider kunnen zijn. Ook sprak hij persoonlijk tegen Hitler: hij moest zich bewust zijn van de beperking van zijn macht en leiders die zichzelf verafgoden bespotten God. Op dat moment werd de uitzending onderbroken.
Via zijn goede vriend en collega-predikant Franz Hildebrandt en zijn zwager Gerhard Leibholz, beiden van Joodse afkomst, heeft Bonhoeffer vanaf het begin de gevolgen van de Jodenvervolging door de nazi's ervaren. In een preek in 1932 waarschuwde hij: “Het bloed van martelaren zou opnieuw kunnen worden geëist, maar dit bloed zal, als we echt de moed en loyaliteit hebben om het te vergieten, niet onschuldig zijn en stralen als dat van de eerste getuigen voor het geloof. Aan ons bloed ligt zware schuld, de schuld van de onnutte dienstknecht die in de buitenste duisternis wordt geworpen.”
Hij dacht in die tijd ook na over de verhouding kerk en staat. Bonhoeffer kwam tot deze conclusie:
- De kerk heeft de plicht de staat te vragen of het staatsoptreden te verantwoorden is als legitiem staatsoptreden.
- De kerk heeft de plicht om onvoorwaardelijk toegewijd te zijn aan slachtoffers van elke sociale orde, zelfs als de slachtoffers niet tot de christelijke gemeenschap behoren.
- Als de kerk ziet dat de staat te veel of te weinig orde en recht uitoefent, bevindt ze zich in de positie om niet alleen de slachtoffers onder het stuur te binden, maar ook in de spaken van het wiel zelf te vallen.

Dat laatste is een metafoor van Bonhoeffer waarmee hij bedoelt dat de kerk niet alleen de taak heeft om te zorgen voor de slachtoffers maar ook tegenstand te bieden aan het regime.
Bonhoeffer zag dat de Duitse kerken hierin tekortschoten, maar wilde niet als individueel lid beslissen wanneer de kerk in actie moest komen tegen de staat. Hij zag hierin een rol voor een evangelische raad, die echter niet van de grond kwam. In 1933 waren er verkiezingen voor verschillende functies in de Duitse kerk. Bonhoeffer voerde campagne om selectieve niet-nazi-kandidaten te benoemen. Dit bleek tevergeefs; de nazi-gezinden wonnen de verkiezingen en kwamen op belangrijke posities in de kerk terecht.
In de maanden daarna was Bonhoeffer betrokken bij het opstellen van een belijdenis, waarin stond dat God trouw was aan zijn verbond met het Joodse volk. De uiteindelijke tekst was zo afgezwakt dat Bonhoeffer weigerde te tekenen. In september ‘33 werd door de Wittenbergse synode de Arische paragraaf vrijwillig aangenomen. Dit betekende dat predikanten en andere functionarissen van Joodse komaf uit het ambt verwijderd moesten worden. Hierop stelde Bonhoeffer voor om de kerk te verlaten. Zijn moederkerk was nu (zoals hij het zag) vervallen in ketterij, maar hij kreeg nauwelijks medestanders. Zelfs Karl Barth zag nog wel mogelijkheden voor oppositie binnen de kerk. Bonhoeffer zag dit niet en op een oecumenische bijeenkomst in Sofia, informeerde hij uitgebreid over de situatie binnen de Duitse kerk. Toen de nazi Ludwig Müller tot Rijksbisschop werd gekozen, ontwierp hij een folder, "De Arische paragraaf in de kerk". Deze folder had een duidelijke boodschap van protest en werd 's nachts als poster vastgeprikt aan bomen en lantaarnpalen.
In het najaar kreeg Bonhoeffer een functie aangeboden bij een gemeente in Oost-Berlijn, maar hij weigerde uit protest tegen het nationalistische beleid en aanvaardde een aanstelling van twee jaar als predikant van twee Duitstalige protestantse kerken in Londen.

## In Engeland
Vanaf 17 oktober 1933 was hij pastoor in de zuidelijke buitenwijk Forest Hill van Londen voor twee Duitstalige parochies, de Lutherse gemeente in Forest Hill en de gereformeerde kerk van St. Paul in de wijk Whitechapel in Oost-Londen. In een lange brief aan Karl Barth op 24 oktober legde hij uit dat hij geen christen meer kon zijn in de door nationaalsocialistische christenen gecontroleerde kerk. Hij wilde afstand nemen van de situatie in Duitsland en later als het veranderd was terugkomen. Barth schreef terug: “het huis van de kerk staat in brand, dat weet jij. Je weet genoeg om te kunnen helpen en om met het volgende schip terug te komen…” Bonhoeffer voelde zich aangesproken maar kwam niet direct terug. Toen later bleek dat deze brief er mede toe bijgedragen heeft dat Bonhoeffer koos voor het verzet en het martelaarschap raakte dat Barth.
In Londen ontmoette hij George Kennedy Allen Bell, de anglicaanse bisschop van Chichester, die hoge functies bekleedde in de oecumenische beweging en sterk betrokken was bij sociale kwesties. Bell werd een van zijn beste vrienden en partners in de kerkelijke strijd. Gesteund door Bonhoeffer en Bell eisten de Duitse gemeenten in het buitenland het aftreden van Ludwig Müller.
In de tussentijd werd in Duitsland op 31 mei 1934 de Bekennende Kirche (Duits voor Belijdende kerk) gesticht. Een vergadering van protestantse christenen aanvaardde unaniem de door Karl Barth geschreven Barmer Theologische Verklaring. Bonhoeffer zette zich ervoor in dat alleen de aanhangers van de Barmer-verklaring als Duitse delegatie werden uitgenodigd voor een internationale jeugdconferentie van de Wereldfederatie in 1934 op het eiland Fanø in Denemarken. Zelf was Bonhoeffer daar als vertegenwoordiger van de Bekennende Kirche en als jeugdsecretaris. Tijdens het ochtendgebed op 28 augustus hield hij een inleidende toespraak tot de Algemene Vergadering getiteld "De kerk en de wereld van de naties", die velen als een preek voor vrede beschouwden. Op dat moment werden in Duitsland de pacifisten al geterroriseerd door SA- troepen en in concentratiekampen gevangen gezet. In de daaropvolgende debatten werd echter duidelijk dat de delegaties uit Hongarije en Polen, die zich door Duitsland lieten intimideren, oorlog als mogelijk nationaal verzet niet volledig wilden uitsluiten.
In 1935 overwoog Bonhoeffer om naar India te gaan en daar Mahatma Gandhi te ontmoeten, maar hij besloot in april 1935 terug te gaan naar Duitsland.

## In Duitsland 1935 - 1939
Toen Bonhoeffer terugkeerde in Duitsland nam hij de opleiding van toekomstige predikanten voor de Bekennende Kirche over. Dit vond plaats in het Oost-Pruisische stadje Finkenwalde (tegenwoordig het Poolse Zdroje. Een van zijn eerste studenten daar was Eberhard Bethge, zijn goede vriend, later correspondent en biograaf. In deze tijd ontwikkelde Bonhoeffer zijn idee dat de kerk niet alleen een gemeenschap van zielen is, niet alleen prediking, maar vooral het werkelijke lichaam van Christus op aarde. Dit impliceerde een echte, levende navolging van Christus, ongeacht de kosten voor het individu. In 1937 sloten de nazi’s het officiële predikantenseminarie. Daarna werd het illegaal voortgezet door onder andere Bonhoeffer. In zijn boek Samen Leven blikte hij terug op de Finkenwalde-periode.
In 1938 besloot zijn tweelingzus Sabine, inmiddels getrouwd met Gerhard Leibholz, naar Engeland te emigreren vanwege de steeds verder aangescherpte anti-Joodse wetgeving. Door de connecties van Bonhoeffer kon Gerhard Leibholz optreden als adviseur voor bisschop George Bell.
Ondertussen probeerde Bonhoeffer de christelijke kerken in de oecumenische beweging ertoe te brengen om de voortdurende voorbereidingen van oorlog door de nationaalsocialisten tegen te werken. Door deze activiteiten leerde hij hoge kerkelijke hoogwaardigheidsbekleders in heel Europa kennen. Op 10 maart 1939 ging hij voor een gesprek met bisschop George Bell naar Londen. Hij voerde opnieuw campagne voor erkenning van de Bekennende Kirche door de Voorlopige Wereldraad van Kerken. Ondanks zijn sympathie kon hij niets fundamenteels bereiken en keerde hij medio april terug naar Duitsland.
In juni 1939 ging Bonhoeffer voor de tweede keer naar de Verenigde Staten. Hij ging echter niet in op de uitnodiging voor een professoraat in Harlem, in tegenstelling tot veel andere Duitse intellectuelen die naar Amerika gevlucht waren. Hij schreef aan Reinhold Niebuhr “Ik ben tot de conclusie gekomen dat ik een fout heb gemaakt door naar Amerika te komen. Ik moet deze moeilijke periode in onze nationale geschiedenis samen met het Duitse volk doormaken. Ik zal niet het recht hebben om deel te nemen aan de wederopbouw van het christelijke leven in Duitsland na de oorlog als ik de beproevingen van deze tijd niet deel met mijn volk. Christenen in Duitsland zullen het verschrikkelijke dilemma onder ogen moeten zien om ofwel de nederlaag van hun natie, opdat de christelijke beschaving zou overleven ofwel de overwinning van hun natie te wensen en daardoor die beschaving te vernietigen. Ik weet welke van deze alternatieven ik moet kiezen, maar die keuze kan ik niet vanuit een veilige omgeving maken".
Deze beslissing, die voor Bonhoeffer zelf buitengewoon moeilijk was, had grote gevolgen voor zijn verdere denken en leven. Op de terugreis bezocht hij zijn zus en haar familie in Londen. Hier hoorde hij over de moord op de predikant van de Bekennende Kerk Paul Schneider in het concentratiekamp Buchenwald. Hij drukte zijn nichtjes Marianne en Christiane op het hart dat Schneider de eerste martelaar was van de Protestantse Kerk als slachtoffer van het nationaalsocialisme, wiens naam ze niet mochten vergeten. Bonhoeffer keerde op 27 juli 1939 terug naar Berlijn.

## Bonhoeffers rol in de Tweede Wereldoorlog
Na zijn terugkomst gaat Bonhoeffer verder met zijn werk voor de Bekennende Kerk aan de Sigurdshof. Maar op 17 maart 1940 sluit de Gestapo het Sigurdshof en maakt het verder werken onmogelijk. In de tussentijd heeft Bonhoeffer zich aangesloten bij een contraspionagedienst. Dit op voorspraak van zijn vriend Hans von Dohnányi, die zelf ook deel uitmaakte van deze dienst. Dit deed hij om twee redenen:
- Het was de ideale dekmantel om nog te reizen en zijn contacten in het buitenland te bezoeken
- Hierdoor werd voorkomen dat Bonhoeffer in actieve militaire dienst moest treden.

Onder dekking van contraspionage fungeerde Bonhoeffer als koerier voor de Duitse verzetsbeweging. Zo bracht hij bezoeken aan Noorwegen, Zweden, Denemarken en Zwitserland. Met als doel haar bestaan en bedoelingen aan de westerse geallieerden duidelijk te maken en zo hun steun te krijgen. In mei 1942 ontmoette hij in Zwitserland opnieuw de anglicaanse bisschop George Bell van Chichester, een lid van het House of Lords en een bondgenoot van de Bekennende Kerk. Zijn zwager, Gerhard Leibholz, onderhield contacten met hem. Via hem werd de informatie met onder meer het openbare verzoek om als de oorlog ten einde was juridisch een verschil te maken tussen nazi’s en Duitsers doorgestuurd naar de Britse minister van Buitenlandse Zaken Anthony Eden. De Britse regering vond dat deze informatie het belang van Groot-Brittannië niet diende en negeerde ze.
Dohnányi en Bonhoeffer waren ook betrokken bij operaties om Duitse Joden te helpen ontsnappen naar Zwitserland. Gedurende deze tijd werkte Bonhoeffer aan zijn boek ethiek. Ook schreef hij brieven aan zijn oud-studenten om hen te bemoedigen.
Ondertussen hadden verschillende (hoge) officieren uit de Wehrmacht en Contraspionage samen een verzetsgroep gevormd die bij elkaar kwam in het ouderlijk huis van Bonhoeffer, met als doel een aanslag op Hitler te beramen. Bonhoeffer sloot zich bij deze groep aan. De vraag of een christen het zesde gebod (gij zult niet moorden) mocht overtreden, werd door Bonhoeffer door een ondubbelzinnig ja beantwoord. In zijn onvoltooide boek De ethiek gaat hij verder in op de theologische en ethische afwegingen.
Rond de jaarwisseling 1942/1943 schreef Bonhoeffer een persoonlijke memoire over de afgelopen tien jaar waarin zijn verzet tegen de naziterreur volwassen werd en hem hielp om blijvende kennis op te doen over de christelijke levenswijze. Hij sprak over morele moed, eerlijkheid en het 'kijkje van onderaf' vanuit het perspectief van de slachtoffers van een gewelddadige samenleving. In zijn beschouwing geeft hij ook een persoonlijk getuigenis
`“Ik geloof dat God uit alles goede dingen kan en zal scheppen, zelfs uit het slechtste. Hiervoor heeft hij mensen nodig die alles ten goede laten komen. Ik geloof dat God ons zoveel veerkracht wil geven als we nodig hebben in een noodsituatie. Maar hij geeft het niet van tevoren, zodat we niet op onszelf maar op hem alleen vertrouwen. In zo'n geloof moet alle angst voor de toekomst worden overwonnen. Ik geloof dat onze fouten en misstappen ook niet tevergeefs zijn, en dat het voor God niet moeilijker is om ermee in het reine te komen dan met onze veronderstelde goede daden. Ik geloof dat God geen tijdloos lot is, maar dat Hij wacht en antwoordt op oprechte gebeden en verantwoorde daden.
In januari 1943 verloofde Bonhoeffer zich met Maria von Wedemeyer (1924-1977). Zij was de dochter van een Pommerse landeigenaar en kleindochter van een goede vriendin uit de tijd van het seminarie van Finkenwalde, Ruth von Kleist-Retzow. Bonhoeffer was toen 36 en Maria 18 jaar.

## Gevangenisstraf en executie (1943-1945)
Op 13 en 21 maart 1943 voerde een verzetsgroep met Hans Oster en Dietrichs broer Klaus Bonhoeffer aanslagen uit op Adolf Hitler, die mislukten. Daarom werd op 5 april Dietrich Bonhoeffer tegelijk met zijn zwager Hans von Dohnanyi gearresteerd en vastgehouden in de Wehrmacht-gevangenis in Tegel.
Anderhalf jaar lang zat Bonhoeffer in de Tegel-gevangenis in afwachting van zijn proces. Hij mocht nog met zijn verloofde Maria schrijven en zij mocht hem bezoeken. Zij smokkelde etenswaar naar binnen en zijn brieven en artikelen naar buiten. In de gevangenis ging hij door met zijn werk als evangelist voor medegevangenen en bewakers. Een van de bewakers, korporaal Knobloch, bood Bonhoeffer hulp om te ontsnappen en daarna onder te duiken. Bonhoeffer sloeg dit af, uit vrees dat de nazi's wraak zouden nemen op zijn familie.
Op 20 juli 1944 beraamde Claus Schenk Graf von Stauffenberg een aanslag op Hitler, die eveneens mislukte. In september 1944 vond men een geheim archief van de contraspionage in een Wehrmachtbunker in Zossen. Dit bevatte documenten van de couppogingen waaruit bleek dat de contraspion en admiraal Wilhelm Canaris erbij betrokken was. De Gestapo trof daar ook nauwgezette verslagen aan van misdaden begaan door het naziregime.
Bonhoeffer werd beschuldigd van samenzwering tegen Hitler. Hij werd overgebracht naar de kelder van de zwaarbeveiligde gevangenis van de Gestapo. Bonhoeffer schrijft zijn laatste brief aan zijn ouders op 17 januari 1945. In februari 1945 werd hij in het geheim overgebracht naar het concentratiekamp Buchenwald en uiteindelijk in april 1945 naar het concentratiekamp Flossenbürg. Op 5 april 1945 beval Adolf Hitler de alsnog niet-uitgevoerde executie van alle 'samenzweerders' van 20 juli 1944, inclusief die van Dietrich Bonhoeffer.
Bonhoeffer had toen net een kerkdienst beëindigd. Hij vroeg een Engelse medegevangene, Payne Best, om een laatste boodschap aan bisschop George Bell van Chichester door te geven, als hij ooit zijn huis zou bereiken: "Dit is het einde — voor mij de begin van het leven. Met hem geloof ik in het principe van onze universele christelijke broederschap die boven alle nationale belangen uitstijgt, en dat onze overwinning zeker is — vertel hem ook dat ik zijn woorden tijdens onze laatste ontmoeting nooit ben vergeten.
Bonhoeffer werd op 8 april 1945 ter dood veroordeeld door SS-rechter Otto Thorbeck tijdens een schijnproces zonder getuigen, processtukken of verdediging in concentratiekamp Flossenbürg. Daar werd hij op 9 april 1945 bij zonsopgang geëxecuteerd door ophanging. Bonhoeffer werd ontdaan van zijn kleding en naakt naar de executieplaats gebracht waar hij met zes anderen werd opgehangen: admiraal Wilhelm Canaris, Generaal Hans Oster, plaatsvervanger van Canaris; Generaal Karl Sack, een militaire jurist; Generaal Friedrich von Rabenau, zakenman Theodor Strünck en de Duitse verzetsstrijder Ludwig Gehre. De broer van Bonhoeffer, Klaus Bonhoeffer en zijn zwager, Rüdiger Schleicher, werden in de nacht van 22 op 23 april in Berlijn geëxecuteerd, toen Sovjettroepen al in de hoofdstad doorgedrongen waren. Zijn zwager Hans von Dohnányi was op 9 april geëxecuteerd in concentratiekamp Sachsenhausen.
De SS-kampdokter Hermann Fischer-Hüllstrung schreef hierover in 1955:
“Door de halfopen deur van een kamer in het kazernegebouw zag ik dominee Bonhoeffer in diep gebed knielen bij zijn Here God voordat hij de kleren van de gevangenen uittrok. Ik was diep geschokt door de toegewijde en zekere manier van bidden van deze buitengewoon sympathieke man. Hij sprak ook een kort gebed uit op de plaats van executie en beklom toen, moedig en kalm, de trap naar de galg. De dood trad na een paar seconden in. In mijn bijna 50-jarige loopbaan als arts heb ik zelden een man zo vroom zien sterven."
Er zijn grote twijfels over hoe waarheidsgetrouw deze notitie is. Aan de ene kant zijn er twijfels over de persoon van de verslaggever, die in werkelijkheid de taak had om de tot onmacht toe gewurgde personen te reanimeren om hun lijdensweg te verlengen, en daarnaast twijfels over de omstandigheid dat hij dit pas tien jaar later opschreef. De schrijver wilde mogelijk vooral zichzelf in een positief daglicht zetten. Daarnaast is het feit dat de galg in Flossenbürg geen trap had ook een reden waardoor de notitie minder betrouwbaar wordt geacht.
Het is onbekend wat er met het lichaam van Bonhoeffer is gebeurd. Het is mogelijk gecremeerd of in een massagraf verdwenen.

## De theologie van Bonhoeffer
Ondanks dat Bonhoeffer een relatief kort leven heeft gehad is zijn opvatting over de Christelijke leer van belang geweest. Centraal in zijn visie is de persoon Jezus Christus. Een geloofsleven begint met het geloven in de mens Jezus Christus. Alle andere beginpunten zijn menselijke beginpunten waarbij Gods openbaring dan afhankelijk wordt gemaakt van onze pogingen zegt Bonhoeffer. Hij gelooft dat Jezus het middelpunt moet zijn in een Christelijk leven. Niet als het middelpunt van een cirkel, maar tussen twee polen in. In zijn visie gaat elke relatie via Jezus Christus. Hiermee verzette hij zich tegen de opvatting van sommige Duitse christenen dat Hitler een door God gegeven leider was. Hierdoor zou Hitler tussen hem en Christus staan.
In het boek Navolging waarschuwt Bonhoeffer de christenen voor “goedkope genade”. Hij schreef het boek als directeur van het predikantenseminarie van de Bekennende Kirche in Finkenwalde. Bonhoeffer noemt goedkope genade de dood van de kerk. “Goedkope genade betekent rechtvaardiging van de zonde en niet van de zondaar”, stelt Bonhoeffer. “Omdat de genade toch alles alleen doet, daarom kan alles bij het oude blijven.” Goedkope genade is volgens Bonhoeffer het prediken van vergeving zonder verootmoediging, doop zonder de tucht van de gemeente, avondmaal zonder belijdenis van zonden, absolutie zonder persoonlijke biecht. Volgens Bonhoeffer blijven de symbolen en sacramenten bestaan maar zijn ze inhoudsloos geworden omdat men niet langer zou voldoen aan de voorwaarden die de Bijbel eraan stelt.
Voortbordurend op dit idee bespreekt Bonhoeffer het idee van eenvoudige gehoorzaamheid. Hij vermaant christenen die te snel tot de conclusie komen dat God zijn geboden onmogelijk letterlijk bedoeld kan hebben. Bonhoeffer haalt het voorbeeld aan van de rijke man die Jezus vraagt hoe hij het koninkrijk van de hemel kan binnengaan. Hij schrijft dat mensen vaak simpelweg aannemen dat Jezus niet letterlijk bedoelde om alles achter te laten en hem te volgen en dat het in plaats daarvan een kwestie van geloof was of een bevel om innerlijk onthecht te zijn. Bonhoeffer schrijft dat God precies zegt wat hij bedoelt en dat christenen hem eenvoudig moeten gehoorzamen door goddelijke geboden op te volgen zoals ze geschreven staan. Hij schrijft “alleen wie gelooft is gehoorzaam, en alleen wie gehoorzaam is gelooft”.
Nog steeds is Bonhoeffer een bron van inspiratie voor veel christenen.

## De familie Bonhoeffer
De vader van Dietrich Bonhoeffer, Karl Bonhoeffer, was voorzittend rechter in Ulm. Hij werd op 31 maart 1868 geboren in Neresheim, gelegen in de Duitse deelstaat Baden-Württemberg, als zoon van Friedrich von Bonhoeffer (1828-1907) en zijn vrouw Julie, geboren Tafel (1842-1936). Karl Bonhoeffer studeerde geneeskunde aan de universiteiten van Tübingen, Berlijn en München. In 1892 promoveerde hij onder supervisie van Paul Grützner. Na een aantal jaren als arts te hebben gewerkt, werd hij directeur van het psychiatrisch ziekenhuis van Breslau. In 1898 trouwde Karl Bonhoeffer met Paula von Hase (1876-1951), een kleindochter van de protestantse theoloog Karl Hase (1800-1890). Dietrich Bonhoeffer kwam uit een gezin met zeven broers en zussen:
- Karl Friedrich Bonhoeffer (1899-1957) was soldaat in de Eerste Wereldoorlog en werkte daarna als chemicus. Hij ontdekte samen met Paul Harteck de spin-isomeren van waterstof in 1929. Hij was getrouwd met Grete von Dohnányi. Zijn zoon, Johann Friedrich Bonhoeffer (1932-2021), was een vooraanstaand natuurkundige, bioloog en neurowetenschapper. Sinds 1972 was hij voormalig directeur van het Max Planck Instituut voor Ontwikkelingsbiologie. Zijn kleinzoon Tobias Bonhoeffer (geboren in 1960) is een vooraanstaand neurobioloog en directeur van het Max Planck Institute of Neurobiology.
- Walter Bonhoeffer (1899-1918) sneuvelde tijdens de Eerste Wereldoorlog.
- Klaus Bonhoeffer (1901-1945) werd advocaat. Hij werd geëxecuteerd door de nazi's. Zijn vrouw was Emilie Delbrück, dochter van Hans Delbrück, en zus van Justus en Max Delbrück.
- Ursula Bonhoeffer (1902-1983) trouwde met de advocaat Rüdiger Schleicher (1895-1945), die door de nazi's werd geëxecuteerd. Hun dochter Renate (geboren 1925) trouwde met Eberhard Bethge (1909-2000), theoloog. Hun dochter Dorothee (geboren 1928) trouwde met Karl Dietrich Bracher (1922-2016), politicoloog.
- Christine Bonhoeffer (1903-1965) trouwde met Hans von Dohnányi (1902-1945), de broer van Grete von Dohnányi. Hij werd geëxecuteerd door de nazi's. Hun zonen zijn Klaus von Dohnányi (geboren 1928), politicus, en dirigent Christoph von Dohnányi (geboren 1929). Christines kleinzoon Justus von Dohnányi (geboren in 1960), zoon van Christoph, werd acteur.
- Sabine Bonhoeffer (1906-1999), de tweelingzus van Dietrich, trouwde met de jurist Gerhard Leibholz (1901-1982). Hij werd rechter bij het Federale Constitutionele Hof.
- Susanne Bonhoeffer (1909-1991) was tot zijn overlijden gehuwd met Walter Dress (1904-1979), theoloog.

## Geen erkenning als Rechtvaardige onder de Volkeren
De Joods-Amerikaanse jurist en rabbijn Stephen Wise vond dat Bonhoeffer erkend moest worden als Rechtvaardige onder de Volkeren. Zijn actie in dit opzicht mislukte, toen het Yad Vashem Comité voor de aanwijzing van de Rechtvaardigen onder de Volkeren besloot dat Bonhoeffer niet voldeed aan de criteria volgens welke de Rechtvaardige onder de Volkeren moest worden erkend, omdat hij zijn leven niet riskeerde om Joden te redden, en niet opriep tot het redden van Joden. De commissie werd geleid door de gepensioneerde rechter van het Hooggerechtshof Jacob Maltz. Wise' verzoekschrift aan het Hooggerechtshof tegen deze beslissing, samen met vertegenwoordigers van het liberale jodendom en anderen, werd op 1 oktober 2003 door het Hooggerechtshof afgewezen op grond van het feit dat de rechtbank zich niet zou moeten bemoeien met de beslissing van de commissie zolang deze niet radicaal afwijkt van het redelijke. De Hoge Raad benadrukte ook dat het geen negatief oordeel uitspreekt over Bonhoeffer, die zijn leven verloor door zijn verzet tegen het nazisme, maar alleen dat hij niet voldoet aan de criteria om als Rechtvaardige onder de Volkeren te worden beschouwd.

## Monumenten en herdenking

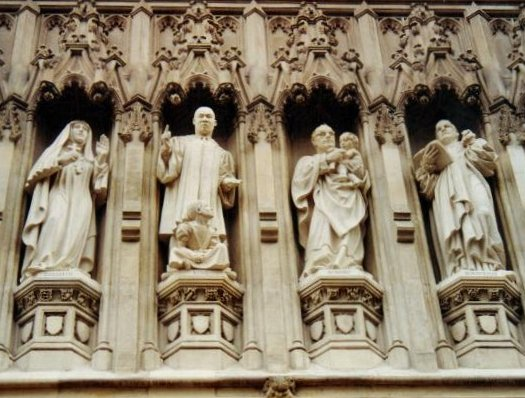
Galerij van 20e-eeuwse martelaren in Westminster Abbey. Van links naar rechts Moeder Elisabeth van Rusland, Martin Luther King Jr., Óscar Romero en Bonhoeffer.

In de Westmister Abbey in Londen staan boven de westelijke deur tien beelden van moderne christelijke martelaren, die hun leven gaven voor hun geloof. Een van hen is Dietrich Bonhoeffer.
Bonhoeffer wordt vandaag de dag vereerd als martelaar en uitmuntend theoloog door de Evangelische Kerk in Duitsland, de Evangelisch-Lutherse Kerk in Amerika, de Kerk van Engeland, de Kerk in Wales en de Episcopale Kerk. Zijn herdenkingsdag voor deze kerken is 9 april. De rooms-katholieke kerk noemt Dietrich Bonhoeffer ook als martelaar in haar Duitse Martyrologie van de 20e eeuw .
In het concentratiekamp Flossenbürg staat een monument die de zes Duitsers waaronder Bonhoeffer herdenkt die op 9 april 1945 werden opgehangen.
In 1987 richtte de Evangelische Regionale Kerk van Berlijn het herdenkings- en ontmoetingspunt Bonhoeffer Huis op in het voormalige huis van Karl Bonhoeffer, waar Dietrich Bonhoeffer ook woonde tijdens zijn verblijf in Berlijn.
Berlijn noemde in 1950 de Bonhoeffer-bank op de Spree-bocht achter paleis Charlottenburg naar de Dresden heeft sinds 1993 de Bonhoefferplatz, Keulen, Münster, Bochum, Duisburg, Kiel, Göttingen, Erlangen, Karlsruhe, Gütersloh en vele anderen steden hebben een Bonhoefferstraat of een Bonhoefferweg. In totaal zijn er ruim 300 straten vernoemd naar Dietrich Bonhoeffer.
Wereldwijd zijn er meerdere scholen vernoemd naar Dietrich Bonhoeffer. In Nederland in Enschede het Bonhoeffer college en in Castricum het Bonhoeffercollege.

## Werken

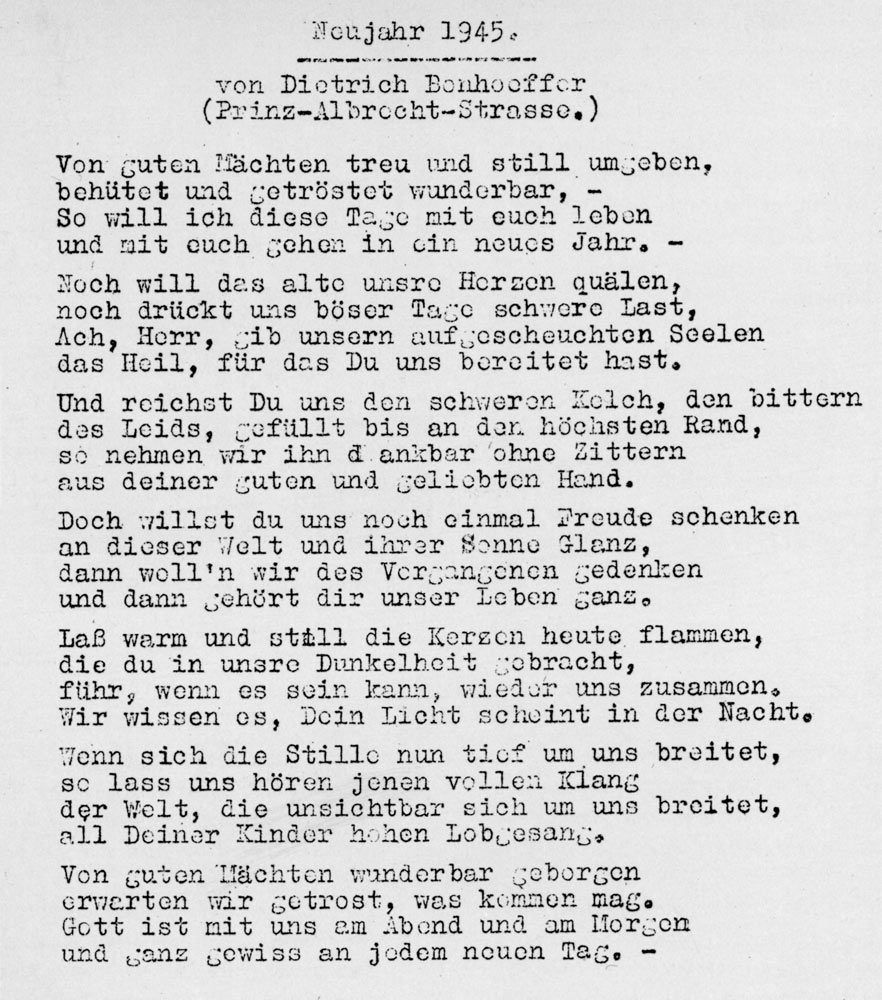
Het gedicht Von guten Mächten (Nieuwjaar 1945)
Door goede machten trouw en stil omgeven,
behoed, getroost, zo wonderlijk en klaar,
zo wil ik graag met u, mijn liefsten, leven
en met u ingaan in het nieuwe jaar.
Wil nog de oude pijn ons hart vernielen,
drukt nog de last van "t leed dat ons beklemt,
o Heer, geef onze opgejaagde zielen
het heil waarvoor Gij zelf ons hebt bestemd.
Maar wilt Gij ons nog eenmaal vreugde schenken
om deze wereld en haar zonneschijn,
leer ons wat is geleden dan herdenken,
geheel van U zal dan ons leven zin.
In goede machten liefderijk geborgen
verwachten wij getroost wat komen mag.
God is met ons des avonds en des morgens,
is zeker met ons elke nieuwe dag.

Dietrich Bonhoeffer schreef de volgende werken:
- Beter dan het leven

Dit is een bundel met preken van Bonhoeffer die dateren uit 1931-1933. Die tijd stond in het teken van de wereldwijde crisis en de preken hebben als thema's werkloosheid, verzoeking, verantwoordelijkheid en oorlogsdreiging. Ook waarschuwt hij voor het opkomend nationaalsocialisme. De kern van zijn boodschap is dat Gods goedertierenheid beter is dan het leven.
- Brevier

De populaire verzameling teksten uit Dietrich Bonhoeffers brieven, preken en geschriften, geordend naar thema en verdeeld over alle dagen van het kerkelijk jaar. De samensteller koos die gedeelten die zich lenen voor overweging. Hij ensceneert korte ontmoetingen met Bonhoeffer de gelovige, de zoeker, de pastor en ideale gesprekspartner, die nooit inbreuk maakt op de vrijheid van de ander.
- Bruidsbrieven uit de cel - 1943-1945

Dit boek bevat de brieven die de verloofden (Dietrich Bonhoeffer is op het moment van gevangenname verloofd met Maria von Wedemeyer) aan elkaar schrijven. Maria en Dietrich schrijven over muziek, delen met elkaar de gevoelens die ze hebben bij de gedichten die ze gescheiden en toch samen lezen en spreken elkaar liefdesverklaringen toe.
- Door goede machten trouw en stil omgeven

“Hier zijn nog een paar regels, die mij de laatste avonden zijn ingevallen // Ze zijn een kerstgroet voor jou, onze ouders en zuster.” Dietrich Bonhoeffer.
Met deze woorden voegde Dietrich Bonhoeffer zijn beroemd geworden gedicht “Door goede machten trouw en stil omgeven” bij de brief die hij vanuit gevangenschap stuurde drie maanden voor zijn terechtstelling.
In dit boek is de tekst van het gedicht afgewisseld met biografische feiten en andere citaten uit zijn werk.
- Een woord voor elke dag

Dit dagboek in klein formaat bevat een spreuk voor elke dag van het jaar. Er staan vele aforismen in die stammen uit verschillende van zijn boeken, meditaties en preken.
- Geborgen en getroost

In deze bundel zijn alle gedichten en een aantal in het oog springende gebeden van Bonhoeffer bijeengebracht. Ze zijn alle geschreven óf in gevangenschap die zou uitlopen op zijn dood, óf in tijden van aanvechting voorafgaande aan de Tweede Wereldoorlog en gaan over zichzelf, zijn vrienden, zijn medegevangenen, de kerk en de toekomst. Behalve de gedichten en gebeden bevat deze bundel een korte verklaring van de gedichten waarin duidelijk wordt dat Bonhoeffer zowel in voor- als tegenspoed zijn geloof wilde doorgeven. Zelf heeft hij er dit van gezegd: "Wij hebben Gods zegen ontvangen in geluk en lijden. Wie zelf gezegend is, kan niet anders meer dan deze zegen doorgeven. Hij moet waar hij ook is een zegen zijn. Alleen uit het onmogelijke kan de wereld vernieuwd worden; dit onmogelijke is Gods zegen."
- Mijn ziel keert zich stil tot God

Dit boek bevat meditaties over het boek Psalmen.
- Navolging

In dit boek betoogt Bonhoeffer, uitgaande van het evangelie, dat de navolging van Christus de bevrijding van mensen betekent. Bevrijding van alle menselijke instellingen en geboden, van al wat drukt en belast, van al wat zorg en gewetensbezwaren veroorzaakt. Daarnaast waarschuwt Bonhoeffer in het boek navolging tegen goedkope genade. Bonhoeffer stelt: Goedkope genade betekent rechtvaardiging van de zonde en niet van de zondaar.
- Uit genade alleen

In 1928 was de 22-jarige Bonhoeffer vicaris in de Duitstalige gemeente te Barcelona. Toen zette hij zijn eerste schreden op het gebied van de prediking en het pastoraat. Hij was een gedreven jongeman, die alle middelen aanwendde om zijn gemeenteleden enthousiast te maken, te schokken of in te palmen, gebruikmakend van een heel associatieve wijze van uitleggen. In deze vroege jaren liet hij zijn toehoorders in zijn preken zien wat het verschil was tussen geloof en religie, en benadrukte hij het sola gratia, geheel in de lijn van Karl Barth. Tevens voelde hij niet alleen de behoefte om het geloof veilig te stellen door de religie te ontmaskeren omwille van de majesteit van God, maar evenzeer wilde hij zijn toehoorders inprenten dat Christus' tegenwoordigheid in de kerk een tegenwoordigheid is in Gods anders-zijn dat ons begrenst en zijn eisen aan ons stelt. Het benadrukken van het concrete en aardse in het christelijke leven, laat zien dat zijn latere theologie reeds in de kiem aanwezig is.
In Uit genade alleen zijn elf preken opgenomen - over kernachtige Bijbelse thema's zoals genade, rechtvaardiging, religie, openbaring, opstanding, stille tijd, kerkelijke gemeenschap, voleinding der wereld, de Bergrede, en tijd voor het gebed.
- Verborgen omgang

In 1939 en 1940 is Dietrich Bonhoeffer buitengewoon gefascineerd door het fenomeen “kerkelijke gemeenschap” en welke rol kennis van de Bijbel, in het bijzonder de Psalmen, daarin speelt. In zijn theologisch seminarie te Finkenwalde dacht hij veelvuldig na over de aard en de noodzaak van kerkelijke gemeenschap, dagelijkse gemeenschap, persoonlijke meditatie en gebed, de samenkomst van de gemeente, het avondmaal en de biecht. De Psalmen die juist voor zijn gemeenschapsbeoefening zo'n belangrijke rol hebben gespeeld en een centrale plaats hebben ingenomen in zijn bestaan als theoloog en predikant, komen in een heel nieuw licht te staan. Welke dienst bewijzen de Psalmen in de eredienst, wat betekenen schepping, wet, heilsgeschiedenis, Messias, kerk, het gewone leven, het lijden, schuld, vijanden en het einde voor de kerkelijke gemeenschap? In Verborgen omgang zijn de studies “Gemeenschappelijk leven” en “Gebedenboek van de bijbel” gebundeld, waarin Bijbelse gegevens worden verbonden met praktische aanwijzingen.
- Verzet en overgave

Dit boek bevat de aantekeningen en brieven die Bonhoeffer in de gevangenis schreef van 1943 tot 1945, daaronder de zeer uitgebreide correspondentie tussen hem en zijn goede vriend Eberhard Bethge. Ook is de correspondentie tussen hem en zijn ouders hier te lezen. Deze uitgave is uitgebreid met aanvullende teksten uit het verzameld werk van Bonhoeffer. Bonhoeffer weigert zijn situatie te ondergaan als lot; denkend en analyserend zoekt hij zich een weg tussen verzet en overgave. Bonhoeffer wint die strijd en bereikt een geestelijke vrijheid die hem in staat stelt te leven voor anderen. Met de ernst en de scherpte van een ter dood veroordeelde denkt hij na over de toekomst van de christenen, over de mondigheid van de mens, over een areligieus christendom en de plaats van de kerk in de wereld.
- Verzoeking

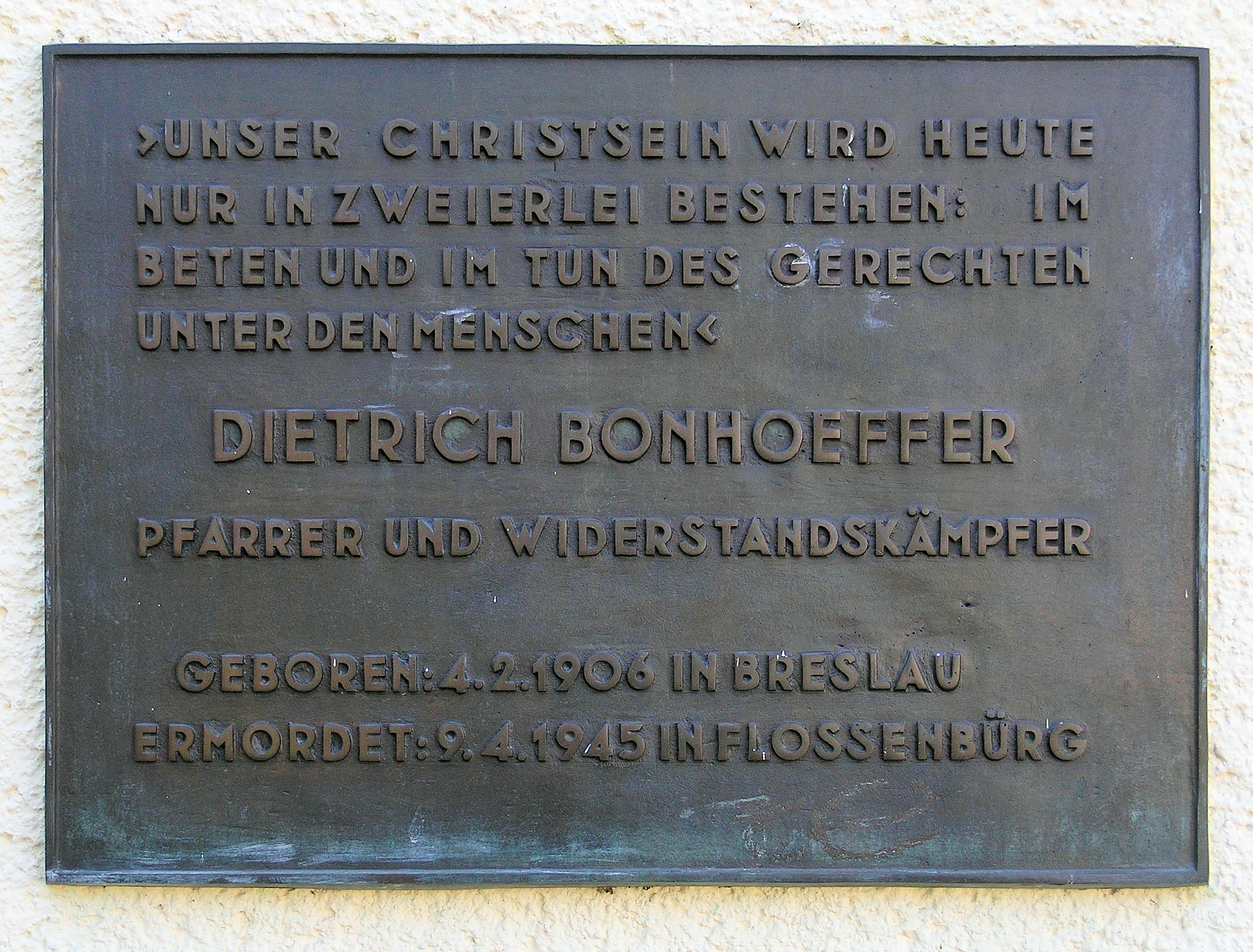
Plaquette in Berlijn, ter nagedachtenis aan Bonhoeffer

Dit boek bevat overdenkingen over het thema verzoeking. Dietrich Bonhoeffer hield deze overdenkingen voor een groep in Hitler-Duitsland illegaal verklaarde predikanten, die leden onder de grote verzoeking van de nationaalsocialistische ideologie met haar pseudomessiaanse Führer-cultus en haar Germaanse strijd- en verlossingsmythen.
- Wie ben ik?

De rode draad door dit boek is zijn gedicht “Wie ben ik?”. Daarin vraagt hij zich af wie hij werkelijk is: de sterke, hoffelijke gevangene die eigenlijk zijn bewakers de baas is, of de vertwijfelde mens, moe en murw.
Fragmenten uit dit gedicht worden verhelderd met citaten uit Bonhoeffers andere werk, zoals de brieven die hij aan zijn verloofde schreef, zijn Bruidsbrieven uit de cel.

## Bonhoeffer-cantate
Bonhoeffers oudejaarsgedicht Von guten Mächten treu und still umgeben is door componist Alexander Prins bewerkt tot de Bonhoeffer-cantate. Deze is op 31 december 2006 voor het eerst uitgevoerd.

## Markante uitspraken van Bonhoeffer
- Alleen de gelovige is gehoorzaam en alleen de gehoorzame gelooft.
- Een onvervuld verlangen hoeft geen vervuld leven in de weg te staan.
- Misschien is er geen gevoel dat groter geluk geeft dan dat men voor andere mensen iets kan betekenen.
- Er is geen weg naar de vrede op de weg naar de veiligheid.
- Geloof krijgen we van God slechts zo veel als we voor vandaag nodig hebben.
- Gehoorzaamheid zonder vrijheid is slavernij, vrijheid zonder gehoorzaamheid is willekeur.

## Secundaire literatuur
- Dietrich Bonhoeffer. Theologe — Christ — Zeitgenosse. Eine Biographie, Eberhard Bethge, verschenen bij Kaiser Verlag, München 1967. Vertaald in het Nederlands, Dietrich Bonhoeffer. Theoloog — christen – tijdgenoot, verschenen bij Ambo, Utrecht / Bosch en Keuning, Baarn.
- The life and death of Dietrich Bonhoeffer, Mary Bosanquet, uitgegeven door Hodder and Stoughton, Londen 1968. Met een voorwoord van Sabine Leibholz-Bonhoeffer. Vertaald in het Nederlands, Leven en dood van Dietrich Bonhoeffer, door Henri van der Burght, verschenen bij Ambo, Utrecht 1969.
- Ich bin Bonhoeffer..., Paul Barz, verschenen bij Güterslohe Verlagshaus, 2006. Vertaald in het Nederlands: Ik ben Bonhoeffer..., door Lida Mulder, uitgegeven door Ten Have, 2006. Roman gebaseerd op het leven van Bonhoeffer.
- Bonhoeffer: Pastor, Martyr, Prophet, Spy, Eric Metaxas, uitgegeven door Thomas Nelson, Nashville, 2010. Vertaald in het Nederlands, Dietrich Bonhoeffer: Pastor, Martelaar, Profeet, Spion door Egbert Krikke, uitgegeven door Groen, Heerenveen 2012.
- Bonhoeffer voor leken, Gerard den Hertog, verschenen bij Vuurbaak, 2015.